# Истиние
Истиние (на турски: İstinye) е квартал в Истанбул, Турция, в европейската част на града. Намира се в район Саръйер, между кварталите Емирган и Йеникьой, на северозападния бряг на протока Босфор. Това е едно от местата на Босфора, където хората се разхождат през уикендите. Истиние е известен със своите кафенета и ресторанти с морска храна. Малкият залив също е сред нещата, които правят Истиние предпочитано място за посещение.
В класическата античност това е бил град, наречен Ластенес, който по-късно е преименуван на Леостенион (на гръцки: Λεωσθένιον). Отново е преименуван като Состенион (на гръцки: Σωσθένιον) през Средновековието. Селото е било мястото на Михаелиона, известна църква и манастир, посветени на Свети Михаил през византийско време.
От 1995 г. централата на Истанбулската фондова борса се намира в Истиние.
Освен това, кварталът е в непосредствена близост до един от най-новите търговски центрове в Истанбул, İstinye Park, който е открит през 2007 г. Istinye Park е насочен към потребителската група от висок клас и е посветен най-вече на световноизвестните модни марки.

## Галерия
- Пристанът на Истиние
- Крайбрежие край Истиние
- Заливът край Истиние
- Заливът Истиние

## Забележителности
- Михаелион
- Истанбулска фондова борса
- Истиние Парк